# Piotr Paweł Sapieha

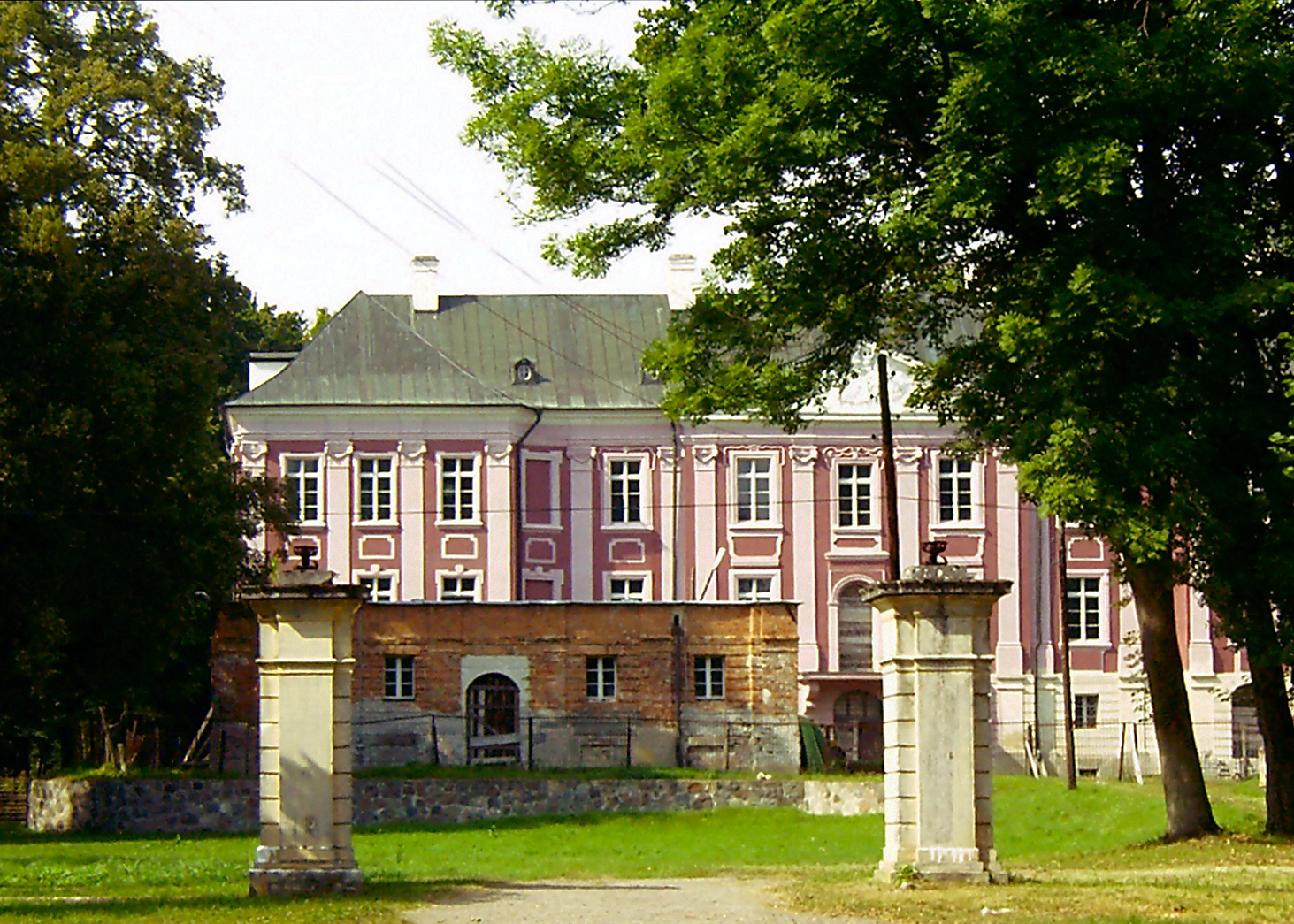
Pałac w Wieleniu wybudowany przez Piotra Sapiehę

Piotr Paweł Sapieha herbu Lis (ur. 28 stycznia 1701 w Dreźnie, zm. 23 stycznia 1771 w Żylinie) – wojewoda smoleński w 1744 roku, stolnik wielki litewski w 1732 roku, starosta wschowski, starosta zdzitowski w 1733 roku, pułkownik województwa smoleńskiego w 1764 roku.

## Życiorys
Był synem Jana Kazimierza i Ludwiki z Bnina Opalińskiej, bratem Katarzyny Agnieszki.
Pisał się jako „hrabia na Lachowiczach, Borku, Radlinie, Rawiczu, Koźminie, Wieleniu, Kosowie, Starym Zdzitowie i Sapieżynie”. Wychowywany w latach wojny północnej, dzięki wpływom ojca i jego znajomości z Aleksandrem Mienszykowem został wysłany w 1721 na dwór cara Piotra I, gdzie był carskim szambelanem w Petersburgu. Przez pewien czas pretendował do tronu kurlandzkiego, a po śmierci Augusta II nawet do tronu polskiego. W 1726 roku został odznaczony Orderem św. Aleksandra Newskiego. 24 marca 1726 zaręczony za pośrednictwem carycy Katarzyny I z Marią, córką Mienszykowa, a rok później po zerwaniu poprzednich, z bratanicą carycy Marianną ze Skowrońskich, z którą wziął ślub w 1727. Powrócił wraz z żoną jesienią 1728 do Polski i został wkrótce starostą wschowskim i zdzitowieckim, a w 1732 stolnikiem litewskim. Po śmierci ojca w 1730 stał się jednym z najpotężniejszych magnatów w Polsce.
Jako poseł na sejm konwokacyjny 1733 roku z województwa kaliskiego był członkiem konfederacji generalnej zawiązanej 27 kwietnia 1733 roku na tym sejmie. W 1733 roku podpisał elekcję Stanisława Leszczyńskiego. Był delegatem województwa poznańskiego w konfederacji dzikowskiej 1734 roku. Przebywał u jego boku aż do abdykacji w 1736, próbując cały czas zbudować antyrosyjską koalicję polsko-szwedzką, ofiarowując Szwedom w zamian za interwencję prawa do Inflant polskich, które w tym czasie znajdowały się już w granicach Rosji.
Na scenie politycznej pojawia się dopiero w 1740, odbudowując wcześniej swoje wpływy i majątki w Wielkopolsce i na Litwie. W latach 1741–1742 wraz z Franciszkiem Radzewskim zabiegał bezskutecznie o zorganizowanie antyrosyjskiej i antysaskiej konfederacji, dla której chciał uzyskać poparcie Szwecji toczącej wojnę z Rosją. Z dworem pogodził się ostatecznie w 1744, kiedy to otrzymał województwo smoleńskie i Order Orła Białego. W tych latach staje się też zajadłym przeciwnikiem Familii. Nadal spiskował – w 1748 z Turcją, w latach 1751–1754 pobierał pieniądze z dworu Ludwika XV, a na początku wojny siedmioletniej – z Prusami. W latach 1754–1758 razem z synem Janem cieszył się protekcją rosyjską.
Członek konfederacji generalnej Wielkiego Księstwa Litewskiego w 1764 roku. Pogodziwszy się uprzednio z Familią w elekcji 1764 poparł Stanisława Augusta Poniatowskiego, podpisał jego elekcję z województwa smoleńskiego. W 1766 sprzedał zadłużone dobra litewskie i osiadł w Wielkopolsce.
Od początku włączył się w działania konfederacji barskiej, wraz z siostrą Katarzyną Agnieszką organizował działania konfederacji w Wielkopolsce. W 1770 wojska pruskie weszły na teren dóbr Pawła Piotra. W obawie przed zemstą Prusaków wyjechał do Drezna, a następnie do Żyliny.
Zmarł 23 stycznia 1771 w Żylinie.